# Carl-Michael Eide
Carl-Michael Eide (nacido el 24 de julio de 1974) es un músico y compositor noruego. Se le conoce con los nombres artísticos de Aggressor, Czral y Exhurtum. Eide toca la batería, bajo, guitarra y es vocalista. Ha trabajado en bandas como Ved Buens Ende, Aura Noir, Cadaver, Dødheimsgard, Satyricon, Ulver, Infernö y Virus. Tiene un estilo bastante inusual de tocar la batería, con muy poca repetición y una tendencia a alejarse de los tambores tradicionales. Por ejemplo, muchos de los ritmos blast beats en Ved Buens Ende "Written in Waters" cuentan con una mano derecha de gran actividad y no repetitiva, que se convierte en una voz independiente de la mano izquierda y el pie, a menudo tocando en un metro diferente a los otros dos. (Esta descripción se refiere a bateristas diestros; Eide es, de hecho zurdo.)
En 1990 fundó la banda de black metal Satyricon, aunque en 1992 abandonó la banda.
Su habilidad para cantar, son diversas. Es capaz de hacer guturales tan duros como los son propios del black metal, y a la vez entonar distintas melodías tanto graves como agudas en bandas de avant garde metal como Ved Buens Ende y Virus.
Ha vuelto a tocar la guitarra producto de un accidente ocurrido el 25 de marzo de 2005 en donde cayó de un quinto piso de un edificio y se rompió la pierna. Después de este accidente se vio obligado a usar una silla de ruedas durante un tiempo por lo que dejó la batería definitivamente. Escribía música para el reagrupado Ved Buens Ende, antes de que la banda se dividiera una vez más a principios de 2007. Más allá de eso, sigue escribiendo material para Aura Noir y Virus.
Fue batería de sesión de Dimmu Borgir en su gira de 1997.

## Discografía

### Satyricon
- 1992: All Evil (demo)

### Ulver
- 1993: Vargnatt (demo)
- 2005: Blood Inside

### Ved Buens Ende
- 1994: Those Who Caress the Pale (demo)
- 1995: Written in Waters

### Aura Noir
- 1995: Dreams Like Deserts (EP)
- 1996: Black Thrash Attack
- 1998: Deep Tracts of Hell
- 2004: The Merciless
- 2008: Hades Rise

### Infernö
- 1996: Utter Hell
- 1997: Downtown Hades

### Dødheimsgard
- 1994: Kronet Til Konge
- 1996: Monumental Possession
- 1998: Satanic Art
- 1999: 666 International
- 2007: Supervillain Outcast

### Virus
- 2003: Carheart
- 2008: The Black Flux
- 2009: Demo 2000
- 2011: The Agent That Shapes the Desert

### Cadaver
- 2001: Discipline
- 2004: Necrosis

### Maniac / Liles / Czral
- 2009: Det Skjedde Noe Nar Du Var I Belgia

## Contribuciones
- Darkthrone -  Solo de guitarra en "Church of Real Metal", coros en "Wisdom of the Dead" del álbum F.O.A.D.(2007)

- Fleurety - Batería en "Facets 2.0" del álbum Department of Apocalyptic Affairs (2000)

- Ulver - Batería en "Operator" del álbum Blood Inside (2005)

- Zweizz - Batería en "Your System Sucks" del álbum The Yawn Of A New Age (2007)